# Taj Mahal (zenész)

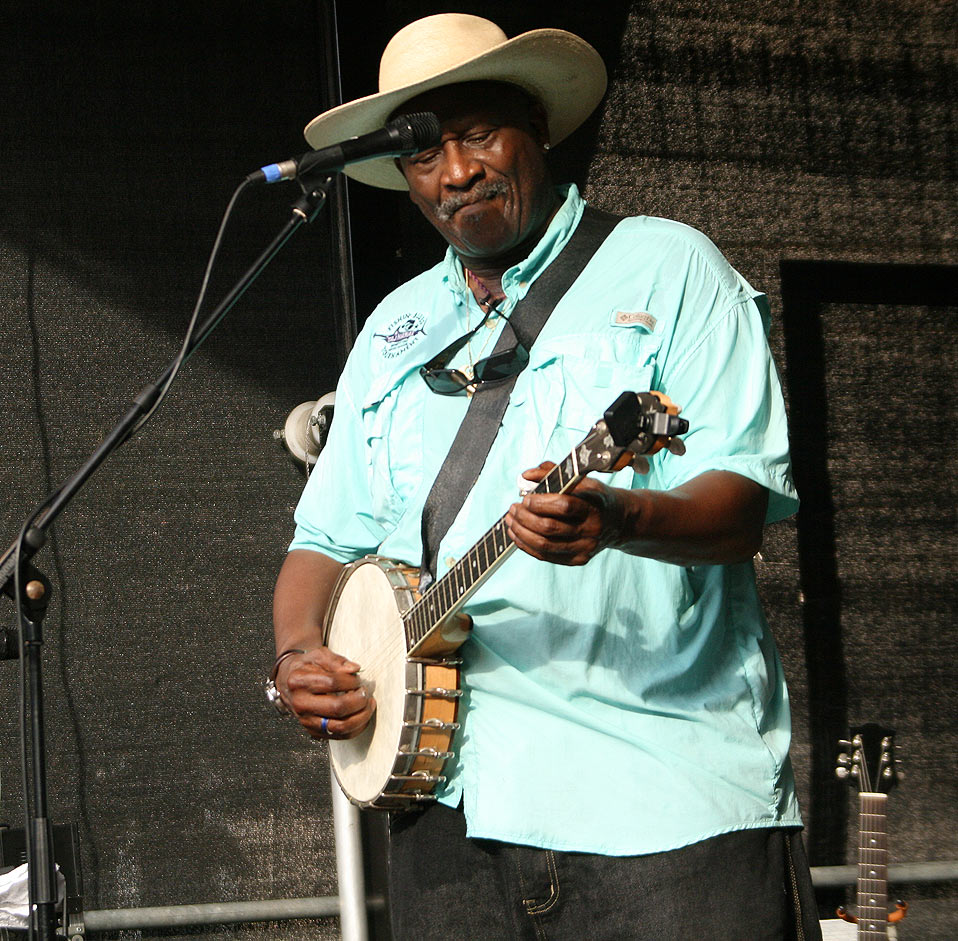
Taj Mahal Bécs Múzeumi Negyedében, 2007-ben, a Jazz-Fest Wien-en

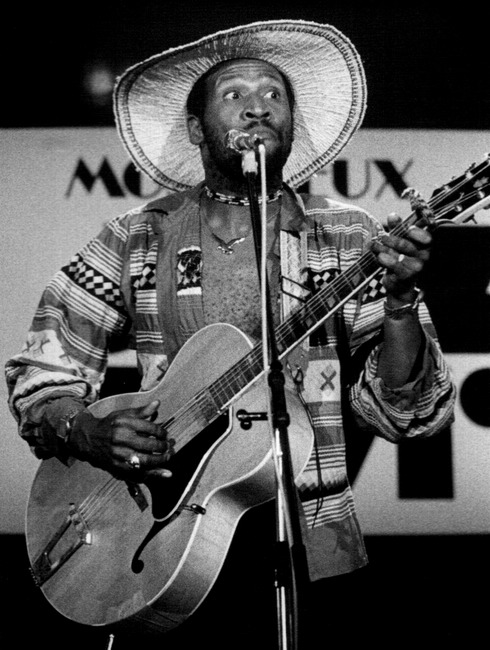
Taj Mahal Montreux–ban

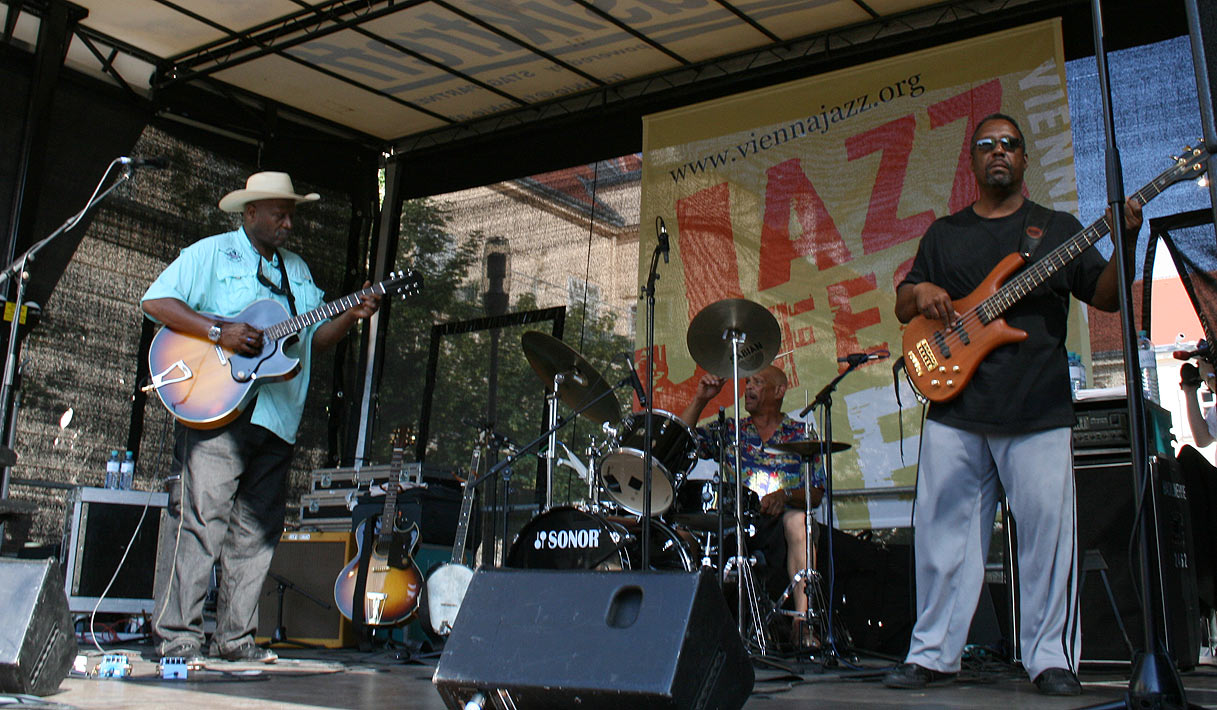
Taj Mahal Trio (Taj Mahal – ének, gitár, bendzsó, billentyűs hangszerek; Bill Rich – basszusgitár; Kester Smith – dobok) Bécs, Múzeumi Negyed, (Jazz-Fest Wien)

Taj Mahal (Henry Saint Clair Fredericks) (Harlem, New York, 1942. május 17. –) négyszeres Grammy-díjas autodidakta amerikai énekes, dalszerző, blueszenész. Gitáron, bendzsón, harmonikán, zongorán és sok más hangszeren játszik. A zenéje sem klasszikus, sem könnyűzene, hanem Afrika, a Karib-térség és a Csendes-óceán déli része népeinek zenéjét foglalja egybe a blueszal.

## Gyermekkora
Taj Mahal Harlemben született, de a Massachusetts állambeli Springfieldben nevelkedett.
Már gyermekkorában felismerte a populáris zene és az otthon játszott zene közötti különbségeket, érdeklődött a jazz iránt, megszerette Charles Mingus nagybőgős,  Thelonious Monk zongorista és Milt Jackson vibrafonos zenéjét. A szülei arra nevelték, hogy legyen büszke afrikai és nyugat-indiai származására.
Mivel az apja, id. Henry Saint Clair Fredericks – becenevén „A Géniusz” – zenész volt, ezért a házukban gyakran voltak karibi, afrikai, és az amerikai zenészek. Szülei biztatására Mahal klasszikus zenét tanult, zongoraleckéket vett, ezen kívül klarinéton, harsonán és harmonikán is tanult.
Tizenegy éves volt, amikor az édesapja egy baleset következtében elhunyt (egy traktor zúzta halálra a saját építőipari vállalatánál). Édesanyja újra férjhez ment, és Mahal 13 vagy 14 éves korában a nevelőapja gitárján játszani tanult. Az első leckéket egy bizonyos Lynwood Perry,  a híres blues-énekes-gitáros-dalszerző Arthur „Big Boy” Crudup unokaöccse adta. A középiskolában Mahal egy doo-wop csoportban énekelt.
Volt olyan időszak az életében, amikor a gazdálkodást ugyanúgy szerette mint a zenélést. Tizenhat éves korában Springfield közelében, Palmerben egy tejgazdaságban dolgozott, 19 évesen ugyanott művezető lett, és 1964-ben a University of Massachusetts-en mezőgazdász alapdiplomát (BSc) is szerzett.

## Karrierje
1961 és 1964 között egy R&B zenekarban zenélt, a Taj Mahal és az Elektrasban amely Boston kávéházaiban, éjszakai klubjaiban és a helyi főiskola kocsmáiban játszott. Az együttes tagjai: Taj Mahal – ének, Ray Souza – tenor-, alt- és baritonszaxofon, Charles „Chucky” Reed – tenorszaxofon, Marcel Krudele – gitár, Jack Moran – basszusgitár, Don Littlefield – dobok, Steve Bonds – orgona.
1964-ben Santa Monicába (Kalifornia) ment, és Ry Cooder gitárossal, Gary „Magic” Marker basszusgitárossal és Kevin Daniel Kelley dobossal megalakította a Rising Sons együttest. Több mint 20 dalt vettek fel, de az album soha nem jelent meg, és az együttes is hamarosan feloszlott. Ezt követően Mahal olyan zenészekkel játszott együtt, mint Howlin’ Wolf, Buddy Guy, Lightnin’ Hopkins és Muddy Waters. A Columbia Recordsnál maradt, és 1968-ban elkezdődött a szólókarrierje. Az albumok: Taj Mahal (1968), The Natch'l Blues és a  Giant Step/De Ole Folks at Home. Ry Cooderrel együtt játszott a The Rolling Stones-szal, és szerepelt a The Rolling Stones Rock and Roll Circus című filmben is.
Az 1960-as-70-es években tizenkét albumot vett fel a Columbia Recordsnál, amelyekben már összeolvadt a nyugat-indiai és a karibi zene a jazz-zel és a reggae-vel. 
1972-ben megírta a Sounder című film zenéjét. A film  – melyben maga Mahal is szerepel – főszereplője Cicely Tyson. 1976-ban otthagyta a Columbia Records kiadót, és a Warner Bros. Recordshoz szerződött.
Az 1980-as években csökkent az érdeklődés Mahal munkája iránt. 1981-ben Kauaiba (Hawaii) költözött, az ottani zenei hagyományokat kutatta, és néhány férfival megalakította a The Hula Blues Bandet. 1987-ben visszatért, a Gramavisionnál elkészítette a Taj, 1988-ban a Shake Sugaree, 1991-ben pedig a Mule Bone albumokat, ez utóbbit Grammi-díjra jelölték. Az 1990-es években a Private Music  kiadónál blues, pop, rock és R&B albumai jelentek meg, a zenésztársai Eric Clapton és Etta James voltak. 1998-ban megjelent a ’’Largo’’ című album  David Forman dalszerző, Rick Chertoff producer, Cyndi Lauper, Willie Nile, Joan Osborne és Rob Hyman énekesek The Band zenekar két multi-instrumentalistája,  Garth Hudson és Levon Helm, valamint a The Chieftains együttes és Mahal közreműködésével . Az album zenéjét  Antonín Dvořák IX. (Újvilág) szimfóniájának 2., Largo tétele ihlette.
2002. október 15-én a Rhino Entertainment Company kiadta a Red Hot + Riot: The Music és a Spirit of Fela Kuti című jótékonysági albumot a nigériai zenész, Fela Kuti tiszteletére. A teljes bevételt a Red Hot Organization (RHO) nonprofit szervezetnek ajánlották fel.

## Stílusa
A gitárosok többségével ellentétben Mahal nem a hüvelyk- és mutatóujjával, hanem a hüvelyk- és középső ujjával pengeti a húrokat.
Zenei pályafutása elején tanulmányozta az olyan blues-énekesek és –zenészek stílusát, mint Robert Johnson, Jimmy Reed, Son House, Sleepy John Estes, Muddy Waters, Big Mama Thornton, Howlin' Wolf, Bo Diddley, Mississippi John Hurt, Brownie McGhee és Sonny Terry. Ő volt az első – ha nem a legelső – híres előadó, aki a világzene lehetőségeit kutatta.

## Díjak, jelölések
Taj Mahal négy Grammy-díjat kapott, és tizenhatszor jelölték ugyanerre a díjra. 
- 1997,  Grammy-díj: Señor Blues A Legjobb Kortárs Blues Album;
- 2000, Grammy-díj: Shoutin' in Key, A Legjobb Kortárs Blues Album;
- 2006. február 8., jelölés: Massachusetts Állam Blues Művésze.[2]
- 2006, Blues Zenei Díj: The Essential Taj Mahal;
- 2008, Grammy-jelölés: Maestro,  A  Legjobb Kortárs Blues Album;
- 2011. május 22., tiszteletbeli doktor, Wofford College Bölcsészettudományi Főiskola, Spartanburg, Dél-Karolina. A videó itt megtekinthető.
- 2023, Grammy-díj: Get on Board, A Legjobb Tradicionális Blues Album;
- 2025, Grammy-díj: Swingin' Live at the Church in Tulsa, A Legjobb Tradicionális Blues Album;

## Diszkográfia

### Stúdióalbumok
- 1968 – Taj Mahal
- 1968 – The Natch'l Blues
- 1969 – Giant Step/De Ole Folks at Home
- 1971 – Happy Just to Be Like I Am
- 1972 – Recycling The Blues & Other Related Stuff
- 1973 – Oooh So Good 'n Blues
- 1974 – Mo' Roots
- 1975 – Music Keeps Me Together
- 1976 – Satisfied 'N Tickled Too
- 1976 – Music Fuh Ya' (Musica Para Tu)
- 1977 – Brothers (Soundtrack)
- 1977 – Evolution (The Most Recent)
- 1987 – Taj
- 1988 – Shake Sugaree
- 1991 – Mule Bone
- 1991 – Like Never Before
- 1993 – Dancing the Blues
- 1995 – Mumtaz Mahal (with V.M. Bhatt and N. Ravikiran)
- 1996 – Phantom Blues
- 1997 – Señor Blues
- 1998 – Sacred Island aka Hula Blues (The Hula Blues Banddel)
- 1999 – Kulanjan (Toumani Diabatével)
- 2000 – Hanapepe Dream
- 2005 – Mkutano Meets the Culture Musical Club of Zanzibar
- 2008 – Maestro
- 2014 – Talkin' Christmas (with Blind Boys of Alabama)
- 2016 – Labor of Love
- 2017 – TajMo (Keb' Mo'val)

### Koncertalbumai
- 1971 – The Real Thing
- 1972 – Recycling The Blues & Other Related Stuff
- 1972 – Big Sur Festival – One Hand Clapping
- 1979 – Live & Direct
- 1990 – Live at Ronnie Scott's
- 1996 – An Evening of Acoustic Music

• 2000 – Shoutin' in Key
• 2004 – Live Catch

### Válogatásalbumai
- 1980 – Going Home
- 1981 – The Best of Taj Mahal, Volume 1 – Columbia Records
- 1992 – Taj's Blues
- 1993 – World Music
- 1998 – In Progress & In Motion: 1965-1998
- 1999 – Blue Light Boogie
- 2000 – The Best of Taj Mahal
- 2000 – The Best of the Private Years
- 2001 – Sing a Happy Song: The Warner Bros. Recordings
- 2003 – Martin Scorsese Presents the Blues – Taj Mahal
- 2003 – Blues with a Feeling: The Very Best of Taj Mahal
- 2005 – The Essential Taj Mahal

### Közreműködések
- 1968 – The Rolling Stones Rock and Roll Circus
- 1968 – The Rock Machine Turns You On
- 1970 – Fill Your Head With Rock
- 1985 – Conjure – Music for the Texts of Ishmael Reed
- 1990 – The Hot Spot – Original Motion Picture Soundtrack
- 1991 – Vol Pour Sidney- one title, other tracks by Charlie Watts, Elvin Jones, Pepsi, The Lonely Bears, Lee Konitz and others.
- 1992 – Rising Sons Featuring Taj Mahal and Ry Cooder
- 1992 – Smilin' Island of Song by Cedella Marley Booker and Taj Mahal.
- 1993 – The Source by Ali Farka Touré (World Circuit WCD030 / Hannibal 1375)
- 1993 – Peace Is the World Smiling
- 1997 – Follow the Drinking Gourd
- 1997 – Shakin' a Tailfeather
- 1998 – Scrapple Soundtrack
- 1998 – Largo
- 1999 – Hippity Hop
- 2002 – Jools Holland's Big Band Rhythm & Blues (Rhino), contributing his version of "Outskirts of Town"[20]
- 2002 – Will The Circle Be Unbroken, Volume III lead in and first verse of title song, with Nitty Gritty Dirt Band, Alison Krauss, Doc Watson
- 2004 – Musicmakers with Taj Mahal (Music Maker 49)
- 2004 – Etta Baker with Taj Mahal (Music Maker 50)
- 2007 – Goin' Home: A Tribute to Fats Domino (Vanguard), contributing his version of "My Girl Josephine".
- 2009 – American Horizon with Los Cenzontles and David Hidalgo
- 2011 – Play The Blues Live From Lincoln Jazz Center with Wynton Marsalis and Eric Clapton, playing on Just a Closer Walk With Thee and Corrine, Corrina

## Filmográfia

### Koncert DVD-k
- 2006 – Taj Mahal/Phantom Blues Band Live at St. Lucia
- 2011 – Play The Blues Live From Lincoln Jazz Center with Wynton Marsalis and Eric Clapton, playing on Just a Closer Walk With Thee and Corrine, Corrina

### Filmek
- 1972 – Sounder
- 1991 – Bill and Ted's Bogus Journey
- 1998 – Six Days Seven Nights
- 1998 – Blues Brothers 2000
- 1998 – Scrapple
- 2000 – Songcatcher
- 2002 – Divine Secrets of the Ya-Ya Sisterhood

### TV Show
- 2004 – Theme song Peep and the Big Wide World

## Fordítás
Ez a szócikk részben vagy egészben  a   Taj Mahal (musician) című angol Wikipédia-szócikk fordításán alapul.  Az eredeti cikk szerkesztőit annak laptörténete sorolja fel. Ez a jelzés csupán a megfogalmazás eredetét és a szerzői jogokat jelzi, nem szolgál a cikkben szereplő információk forrásmegjelöléseként.

## Néhány dal Taj Mahal előadásában
- Corrina, Corrina
- Hello Josephine